# Hans Mayr (Politiker, 1960)
Hans Mayr (* 27. September 1960) ist ein österreichischer Politiker (ehemals TEAM und ÖVP) und Bankangestellter. Er war von 2008 bis 2013 Bürgermeister der Gemeinde Goldegg im Pongau und von Juni 2013 bis Ende Jänner 2018 Landesrat in der Landesregierung Haslauer jun. I. Am 31. Jänner 2018 wurde er als Nachfolger von Gabriele Fürhapter als Abgeordneter zum Salzburger Landtag angelobt. Nach der Landtagswahl in Salzburg 2018 schied er aus dem Landtag aus.

## Ausbildung und Beruf
Mayr besuchte die Volksschule in Lend danach die Hauptschule Lend. Er absolvierte danach die Handelsschule in St. Johann im Pongau und erlernte danach den Beruf des Bankkaufmanns bei der Raiffeisenkasse St. Johann im Pongau. Zudem bildete er sich dort durch eine Ausbildung zum Marketing-Trainer weiter. Mayr war ab 1978 als Bankkaufmann tätig, wobei er 1986 Filialleiter bei der HYPO Salzburg wurde. Per 31. März 2013 zog er sich von dieser Position zurück.
Im August 2018 wurde er als Geschäftsführer der Kainz-Gruppe präsentiert, einem Unternehmen das mit mehreren Tochterfirmen als Bauträger und im Immobiliengeschäft tätig ist. Im Sommer 2019 hat Hans Mayr seine Geschäftsführer Tätigkeit bei Kainz beendet. Im August 2019 gründet er mit Baumeister Herbert Wallner die WAMA Bauträger GmbH. Das Unternehmen errichtet in Stadt und Land Salzburg und in den benachbarten Bundesländern Eigentumswohnungen.

## Politik
Mayr engagierte sich ab 1977 bei der Jungen Volkspartei in Goldegg. 2004 kehrte Mayr als Mitglied der Gemeindevertretung von Goldegg in die Politik zurück, wobei er der ÖVP Fraktion angehörte. Im Frühjahr 2008 wurde Mayr als Nachfolger von Bürgermeister
Ammerer und als Spitzenkandidat der ÖVP Goldegg bei den Gemeinderats-Wahlen 2009 bestimmt, wobei er bereits am 30. April 2008 das Amt des Bürgermeisters übernahm. Innerparteilich strebte Mayr an, Bezirksobmann der Pongauer ÖVP zu werden, nachdem der bisherige ÖVP-Bezirksobmann 2001 verstorben war. Parteichef Wilfried Haslauer junior verhinderte jedoch 2012 den innerparteilichen Aufstieg Mayrs. Ende Februar 2013 trat Mayr aus der ÖVP aus, wobei er die Volkspartei als Koalitionspartner in der Landesregierung kritisierte und ihr eine Mitverantwortung am Salzburger Spekulationsskandal attestierte. Er schloss sich in der Folge dem Team Stronach an und wurde am 26. März 2013 zum Obmann der Salzburger Landesgruppe gewählt und am Folgetag als Spitzenkandidat für die Landtagswahl 2013 präsentiert. Nachdem das Team Stronach bei der Wahl 2013 drei Mandate erzielt hatte, bildete sich eine Koalition zwischen ÖVP, Grünen und dem Team Stronach, wobei Hans Mayr am 19. Juni 2013 vom Landtag zum Landesrat für Verkehr, Infrastruktur und Wohnbau gewählt wurde. Er legte nach seiner Wahl sein Amt als Bürgermeister zurück.
Am 23. November 2015 trat Mayr aus dem Team Stronach aus, blieb aber Landesrat. Am 21. April 2016 gründete er die Salzburger Bürgergemeinschaft (SBG), mit der er zur Landtagswahl 2018 antrat, mit 1,75 % jedoch weit unter der Sperrklausel von 5 % blieb. Am 15. Jänner 2018 erklärte er seinen Rücktritt als Landesrat mit 30. Jänner 2018. Als Landesrätin folgte ihm mit 31. Jänner 2018 die bisherige Landtagspräsidentin Brigitta Pallauf (ÖVP) nach. Nach der Landtagswahl in Salzburg 2018 schied er aus dem Landtag aus. Im September 2018 wurde die SBG von der Generalversammlung aufgelöst.

## Privates
Mayr wuchs auf dem elterlichen Bauernhof auf. Seine Familie ist seit 1631 in Goldegg ansässig. Sein Großonkel Josef Mayr war selbst 17 Jahre Bürgermeister in Goldegg, sein Cousin Simon Hetz Bürgermeister in Puch. Mayr ist verheiratet und Vater dreier Kinder.
Mayr ist seit seinem dreizehnten Lebensjahr Mitglied der Trachtenmusik-Kapelle Goldegg und spielt Flügelhorn. Er wurde 1993 Obmann der TMK Goldegg und 1997 Bezirksobmann der 33 Pongauer Blasmusik-Kapellen. Er initiierte die „Symphonie der Hoffnung“, mit der 2005 die Geschichte Goldeggs und des Pongaus während der Nazi-Zeit aufgearbeitet wurde.